# Daniel Israel López Laguna
Daniel Israel Lopes Laguna o López Laguna (Portugal, c. 1640 - Jamaica, c. 1720) fue un traductor y poeta sefardí que escribió en español.

## Biografía

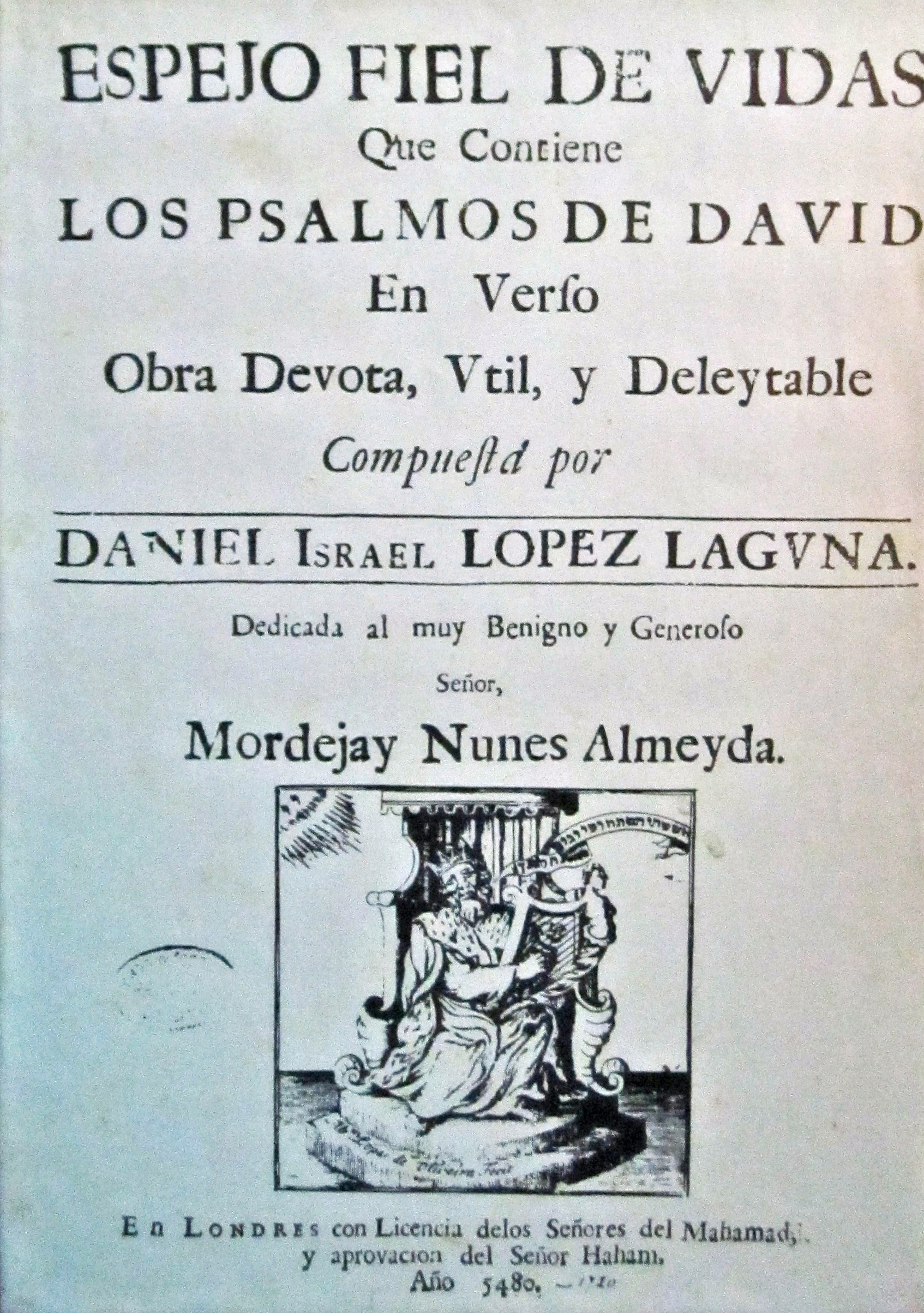
Espejo Fiel de Vidas Que Contiene los Psalmos de David en Verso (Londres, 1710). Ejemplar preservado en Beit Hatfutsot.

Poco se conoce sobre este poeta, sino lo que él mismo escribió en su única obra publicada y las referencias que en ella dan de él quienes la prologaron, aprobaron o elogiaron. De sí mismo escribe:
A las musas inclinado / he sido desde mi infancia: / la adolescencia en la Francia / sagrada escuela me ha dado: / en España algo han limado / las artes mi juventud: / hoy Jamaica en cancïón / los salmos da a mi laúd.
Nacido, pues, en Portugal, vivió algún tiempo en Francia y luego en España, donde, según la Enciclopedia judaica, estudió en una universidad y sufrió encontronazos con la Inquisición, permaneciendo largos años en su cautiverio como marrano. Logró escapar y marchó a Jamaica, posesión británica donde se estableció y abrazó el judaísmo. Tras largos años allí marchó a Londres, donde vivían entonces varios de sus familiares, los Laguna. Allí encontró un mecenas en la persona del sabio Mordecai o Mardoqueo Nunes Almeyda, quien sufragó una lujosa edición de su obra única, Espejo fiel de vidas que contiene los Psalmos de David en verso (Londres, 1720), con una aprobación en español de Haham David Nieto y otra en hebreo de Joseph ibn Danon, así como un "geroglifico" artístico por Abraham López de Oliveyra. La obra va dedicada a Almeyda y es una traducción poética y parafrástica en español de los Salmos que lleva un prólogo de Abraham de Jahacob Henríquez Pimentel. Marcelino Menéndez Pelayo dice que la tenía compuesta ya bastantes años antes. Según sus panegiristas fue obra «de veintitrés años de trabajo... entre persecuciones de guerras, incendios y huracanes» en la isla de Jamaica. Lleva alabanzas en verso latino, español, portugués, hebreo e inglés de trece poetas y tres poetisas judíos y otras en prosa. Entre los poetas está su hijo mayor, David López Laguna, y su sobrino, Jacob López Laguna. Laguna regresó luego a Jamaica con su esposa, Riki, y sus tres hijos, David, Jacob e Isaac. Murió a la edad de setenta años, aunque la fecha exacta de su muerte es desconocida.
Su traducción es mejor que la de Abenatar Melo, pero aunque se jacta de escrupulosa fidelidad, hasta el punto de no «acrecentar ni disminuir una sílaba al texto hebraico», siempre según Marcelino Menéndez Pelayo, no deja de intercalar denuestos contra la Inquisición. El autor ha intentado buscar la musicalidad y para ello emplea todas las formas métricas conocidas, desde las octavas, tercetos y estancias líricas hasta las redondillas, quintillas, décimas y seguidillas.

## Obras
- Espejo fiel de vidas que contiene los Psalmos de David en verso, obra devota London, con licencia de los Señores del Mahamad, y aprobación del Señor Haham, año de 5480 del cómputo judaico, o 1720 de la era vulgar.

- Datos: Q12162004